# Живучка
Живу́чка (лат. Ájuga) — род травянистых растений семейства Яснотковые, или Губоцветные (Lamiaceae).

## Название
Русскоязычное родовое название приписывается способности растений оставаться долгое время живыми при неблагоприятных условиях, например во время засухи.  Помимо указанного встречаются также такие тривиальные наименования растения как дубро́вка, дубница, вологлодка. Живучкой нередко называют также другой род растений - молодило.

## Ботаническое описание
Представители рода — однолетние или многолетние травы высотой 5—50 см с супротивными листьями. Характеризуется сидящими кольцом цветками с колокольчатой 5-зубчатой чашечкой, после цветения отсыхающим и остающимся при плоде венчиком с весьма короткой выемчатой или двураздельной верхней и трехлопастной нижней губой, средняя лопасть которой крупная, обратно сердцевидная .
Стебель у них прямостоячий, или стелющийся, или приподымающийся; прикорневые листья крупные, длинночерешчатые, лопатчатые, зубчатые, зимующие; стеблевые листья немногочисленные, мельче прикорневых, короткочерешчатые, овальные или обратносердцевидные, зубчатые, постепенно переходящие в прицветники. Цветы в колосовидных соцветиях .
Цветки находятся в ложных мутовках на верхушках стеблей; венчик жёлтый, синий, голубой, пурпуровый, с недоразвитой верхней губой.
Живучка мохнатая (Ajuga genevensis), без стелющихся побегов, стебель по всем сторонам мохнатый, верхушечные листья обыкновенно 3-х-лопастные, венчик по большей части голубой. 
Живучка пирамидальная (Ajuga pyramidalls) — листья шершавые, в прикорневой розетке, с весьма короткими черешками, обратно-яйцевидные, верхушечные обыкновенно фиолетовые, превышающие цветок; соцветие густое, четырехгранное, начинающееся у самой земли, венчик бледно-голубой.
Впрочем, облик растения меняется в зависимости от состава почвы и от климата.

## Распространение и экология
В Евразии и Африке распространены почти повсеместно, два вида — в юго-восточной Австралии; в умеренных широтах Северного полушария всего известно около 70 видов.
Один из наиболее характерных для России видов — Живучка ползучая (Ajuga reptans) (название — по длинным ползучим побегам) со стелющимся облиственными побегами и обыкновенно голубыми цветами, часто встречающаяся в лиственных лесах, зарослях кустарников, суходольных лугах и являющаяся хорошим медоносом. Побеги ползучие, укореняющиеся, по двум сторонам стебля проходят две волосистые полоски; высота растения до 30 см.

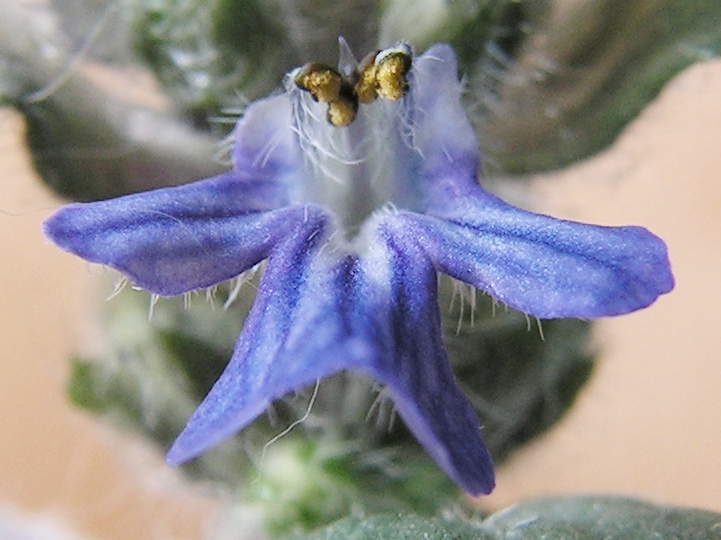
Цветок живучки ползучей крупным планом

Кроме того, в южной, отчасти и средней России встречаются Живучка псевдохиоская (Ajuga chia Schreib.), Живучка елочковидная (Ajuga chamaepithys Schreib.), Живучка лаксмана (Ajuga Laxmanm Benth.) — виды с одиночными жёлтыми цветками в углах листьев .

## Значение и применение
Некоторые виды — Живучка ползучая (Ajuga reptans), Живучка женевская (Ajuga genevensis), Живучка пирамидальная (Ajuga pyramidalis) — культивируются как садовые красивоцветущие и почвопокровные растения. Живучка туркестанская (Ajuga turkestanica) применяется в клинической и спортивно-медицинской практике, её экстракт обладает адаптогенными и тонизирующими свойствами. Отвар в молоке пьют от болезни горла .
Употребляется в народе для отращивания волос, от грудной боли, на ванну от сухотки . Кроме этого, в народной медицине измятые листья и сок Живучки употребляются против обжога, прыщей, бородавок и от укусов пчел.

## Классификация

### Таксономия
Ajuga L., 1753, Sp. Pl. : 561
Род Живучка относится к семейству Яснотковые (Lamiaceae) порядка Ясноткоцветные (Lamiales), который последовательно входит в вышестоящие клады Ламииды → Астериды → Суперастериды → Эвдикоты → Цветковые растения. Таксономическая схема в соответствии с Системой APG IV по состоянию на декабрь 2023 года:
|  |                          |  |                                   |                                   |                      |  | еще 23 семейства |               |               |                                                          |
|  |                          |  |                                   |                                   |                      |  |                  |               |               | 72 подтвержденных вида и 21 вид, ожидающий подтверждения |
|  |                          |  |                                   | порядок Ясноткоцветные            |                      |  |                  |               | род Живучка   |                                                          |
|  |                          |  |                                   | порядок Ясноткоцветные            |                      |  |                  |               | род Живучка   |                                                          |
|  | клада Цветковые растения |  |                                   |                                   | семейство Яснотковые |  |                  |               |               |                                                          |
|  | клада Цветковые растения |  |                                   |                                   |                      |  |                  |               |               |                                                          |
|  |                          |  | ещё 63 порядка цветковых растений | ещё 63 порядка цветковых растений |                      |  |                  | еще 267 родов | еще 267 родов |                                                          |
|  |                          |  |                                   | ещё 63 порядка цветковых растений |                      |  |                  |               | еще 267 родов |                                                          |

## Виды
- Ajuga arabica P.H.Davis
- Ajuga australis R.Br.
- Ajuga austroiranica Rech.f.
- Ajuga bastarda Makino
- Ajuga bombycina Boiss.
- Ajuga boninsimae Maxim.
- Ajuga borbasiana Rouy
- Ajuga brachystemon Maxim.
- Ajuga campylantha Diels
- Ajuga campylanthoides C.Y.Wu & C.Chen
- Ajuga chamaecistus Ging. ex Benth.
- Ajuga chamaepitys (L.) Schreb.
- Ajuga chasmophila P.H.Davis
- Ajuga ciliata Bunge
- Ajuga davisiana Kit Tan & Yıldız
- Ajuga decaryana Danguy ex R.A.Clement
- Ajuga decumbens Thunb.
- Ajuga dictyocarpa Hayata
- Ajuga flaccida Baker
- Ajuga forrestii Diels
- Ajuga genevensis L. — Живучка женевская
- Ajuga grandiflora Stapf
- Ajuga incisa Maxim.
- Ajuga integrifolia Buch.-Ham.
- Ajuga iva (L.) Schreb.
- Ajuga japonica Miq.
- Ajuga laxmannii Benth.
- Ajuga leucantha Lukhoba
- Ajuga linearifolia Pamp.
- Ajuga lobata D.Don
- Ajuga lupulina Maxim.
- Ajuga macrosperma Wall. ex Benth.
- Ajuga makinoi Nakai
- Ajuga mixta Makino
- Ajuga mollis Gladkova
- Ajuga multiflora Bunge
- Ajuga nipponensis Makino
- Ajuga novoguineensis A.J.Paton & R.J.Johns
- Ajuga nubigena Diels
- Ajuga oblongata M.Bieb.
- Ajuga oocephala Baker
- Ajuga ophrydis Burch. ex Benth.
- Ajuga orientalis L.
- Ajuga ovalifolia Bureau & Franch.
- Ajuga pantantha Hand.-Mazz.
- Ajuga parviflora Benth.
- Ajuga piskoi Degen & Bald.
- Ajuga postii Briq.
- Ajuga pseudopyramidalis Schur
- Ajuga pygmaea A.Gray
- Ajuga pyramidalis L. typus[1] — Живучка пирамидальная
- Ajuga relicta P.H.Davis
- Ajuga reptans L. — Живучка ползучая
- Ajuga robusta Baker
- Ajuga rotundifolia Willk. & Cut. ex Willk.
- Ajuga salicifolia Schreb.
- Ajuga saxicola Assadi & Jamzad
- Ajuga sciaphila W.W.Sm.
- Ajuga shikotanensis Miyabe & Tatew.
- Ajuga sinuata R.Br.
- Ajuga spectabilis Nakai
- Ajuga taiwanensis Nakai ex Murata
- Ajuga tenorei C.Presl
- Ajuga turkestanica (Regel) Briq. — Живучка туркестанская
- Ajuga vesiculifera Herder
- Ajuga vestita Boiss.
- Ajuga xylorrhiza Kit Tan
- Ajuga yesoensis Maxim. ex Franch. & Sav.
- Ajuga zakhoensis Rech.f.
- Ajuga × adulterina Wallr.
- Ajuga × hybrida Kerner
- Ajuga × pseudopyramidalis Schur